# Retrovenda
Retrovenda constitui um pacto inserido no contrato de compra e venda pelo qual o vendedor reserva-se o direito de reaver o objeto que está sendo alienado, dentro de certo prazo, restituindo o preço e reembolsando todas as despesas feitas pelo comprador no período de resgate, desde que previamente ajustadas. Tais despesas incluem as benfeitorias necessárias, conforme o citado texto legal. 
A cláusula deve ser inserida no contrato de compra e venda, entretanto, não há na legislação proibição de que possa ser acordada em pacto apartado. Esta cláusula tem natureza jurídica acessória à compra e venda. É caracterizada a retrovenda como condição resolutiva expressa, tendo como consequência o desfazimento da venda. 
A retrovenda, aplicável somente aos imóveis, não é considerada nova venda. Seu prazo máximo é de três anos, ou seja, o vendedor só poderá reaver o imóvel através da retrovenda durante este período, e para ser exercitado este direito, deverá constar expressamente no contrato. O prazo de três anos é improrrogável e, chegando o termo final, extingue-se o direito, independentemente de interpelação. Conta-se o dies a quo (termo inicial do prazo) da data do contrato e não do registro. 
No Brasil, a retrovenda está disciplinada nos artigos 505 a 508 do Código Civil brasileiro e só é aplicada a bens imóveis. Já no Código Português, a matéria é tratada sob o nome venda a retro; está disciplinada nos artigos 927 a 933; aplica-se tanto a bens imóveis quanto móveis.